# Chalinga elwesi
Chalinga elwesi is een vlinder uit de onderfamilie Limenitidinae van de familie Nymphalidae. De wetenschappelijke naam van de soort is voor het eerst geldig gepubliceerd in 1884 door Charles Oberthür als Limenitis elwesi.

## Voorkomen
De soort komt voor in China.